# Пёхларн
Пёхларн (нем. Pöchlarn) — город  в Австрии, в федеральной земле Нижняя Австрия.
Входит в состав округа Мельк.  Население составляет 4803 человек (на ноябрь 2021 года). Занимает площадь 17,95 км². Официальный код  —  3 15 33.

## История
Близ нынешнего Пёхларна была расположена одна из важнейших римских колоний в Норике — Арелата (Arelate), основанная императором Клавдием; она служила стоянкой для части дунайской флотилии.
В «Песне о Нибелунгах» город (под именем Бехеларен) упоминается как местопребывание легендарного маркграфа Рюдегера.
До 1810 года Пёхларн составлял владение кафедрального капитула Регенсбурга.

## Политическая ситуация
Бургомистр коммуны — Барбара Кайнц по результатам выборов 2022 года.
Совет представителей коммуны (нем. Gemeinderat) состоит из 23 мест.
- АНП занимает 11 мест.
- СДПА занимает 9 мест.
- Зелёные занимают 2 места.
- АПС занимает 1 место.